# Ulma, Suceava
Ulma (în ucraineană Ілем, transliterat: Ilem) este satul de reședință al comunei cu același nume din județul Suceava, Bucovina, România.
 Acest articol despre o localitate din județul Suceava este deocamdată un ciot. Puteți ajuta Wikipedia prin completarea lui.